# محمد الجم
محمد الجم (مواليد 3 أغسطس 1948) هو ممثل مغربي، يُعد من أبرز أعلام المسرح في المغرب، وواحدًا من كبار فنانيه، حيث يُعتبر رمزًا من رموزه البارزة. اشتهر بأدواره الكوميدية التي لقيت رواجًا واسعًا وجماهيرية كبيرة. كانت بدايته مع فرقة القناع الصغير، وبرز لأول مرة من خلال مسرحية السلاحف سنة 1970. وتُعد سنة 1975 محطة مفصلية في مسيرته الفنية، إذ أسس، إلى جانب عدد من الأسماء اللامعة مثل عزيز موهوب ومليكة العماري، فرقة المسرح الوطني، التي قدمت مجموعة من العروض الناجحة، من أبرزها وجوه الخير، وقدام الربح، وساعة مبروكة، وجار ومجرور، والرجل الذي.

## حياته
في سنة 1970، التحق محمد الجم، الذي رأى النور سنة 1948 بمدينة سلا، بفرقة «القناع الصغير» لنبيل لحلو، وشارك في مسرحية «السلاحف»، وهي أول مشاركة له كفنان محترف، بعد ذلك اشتغل إلى جانب أحمد الطيب لعلج في مسرحيات عدة أشهرها «قاضي الحلقة»، إلا أن سنة 1975 ستكون أهم محطة في مسيرته المهنية، حيث أسس إلى جانب أسماء معروفة كعزيز موهوب، مليكة العمري... فرقة المسرح الوطني، التي قدمت عروضا ناجحة ك «وجوه الخير»، «قدام الربح»، «ساعة مبروكة»، «جار ومجرور»، «الرجل الذي»...
النجاح الذي حققته الفرقة يعود في جزء كبير منه إلى الخبرة التي راكمها هذا الفنان الكوميدي، فقد كان الجم وراء النصوص المسرحية لأشهر العروض التي قدمتها الفرقة، حيث ألف أول مسرحية له بعنوان «وجوه الخير»، تلتها أعمال أخرى فاقت العشرين، 9 منها كتبها لفرقة المسرح الوطني.
ومن المسرح إلى التلفزيون، دخل الجم تجربة جديدة جعلته نجما كوميديا بامتياز، حيث قدم أول سلسلة فكاهية بعنوان عائلة سي مربوح، تلتها سلسلة سير حتى تجي، ثم جوا من جم التي قدمها في شهر رمضان من السنة الماضية ثم تلتها سلسلة العام طويل سنة 2011.

## أعماله
- هل من حل (مسرحية)
- السلاحف (مسرحية)
- وجوه الخير (مسرحية)
- قدام الربح (مسرحية)
- ساعة مبروكة (مسرحية)
- جار ومجرور (مسرحية)
- الرجل الذي (مسرحية)
- المرأة التي (مسرحية)
- هذا أنت (مسرحية)
- ياقوت (فيلم) 1997
- زواج السي الطيب (فيلم 2021)
- أبواب النافذة (مسلسل) 1998
- أنا ومراتي ونسابي (سلسلة كوميدية) 1999
- عائلة السي مربوح 1 2001
- عائلة السي مربوح 2 2002
- سير حتى تجي 1 (سلسلة كوميدية) 2004
- سير حتى تجي 2 (سلسلة كوميدية) 2005
- جوا من جم (سلسة كوميدية) 2007
- سير حتى تجي 3 (سلسلة كوميدية) 2008
- العام طويل (سلسلة كوميدية) 2009
- جيني كود (سلسلة كوميدية) 2010
- ما شاف ما را (سلسلة كوميدية) 2012
- سلامة ريحانة (سلسلة توعوية) 2014
- شهادة حياة 2015
- مومو عينيا (مسلسل) 2017
- دابا تزيان (مسلسل) 2019
- دار الهناء (مسلسل) 2021
- كنيناتي (مسلسل)2022

## روابط خارجية
- محمد الجم على موقع قاعدة بيانات الأفلام العربية